# Paul Corazolla
Dominikaner Mönch
Paul Salvatore Corazolla (* 21. Juni 1930 in Berlin; † 16. Oktober 2018 ebenda) war ein bildender Künstler mit dem Schwerpunkt Glasmalerei. In vielen Teilen Deutschlands und darüber hinaus hat er Bleiglasfenster für Kirchen und öffentliche Gebäude gestaltet.

## Biografie
Paul Corazolla war zweites Kind der Sängerin Margarete Corazolla (1902–2001) geboren. Sein Vater Paul Graener war Komponist, sein jüngerer Bruder Jan Corazolla Dirigent und Cellist. 1940 wurde Paul Corazolla in das humanistische Arndt-Gymnasium in Berlin-Dahlem aufgenommen. 1943 kam es kriegsbedingt zur Übersiedlung nach Österreich, wo er von dem Wiener Sezessionisten Carl Moll seinen ersten Zeichenunterricht erhielt.
Nach Kriegsende und Begabten-Abitur begann Corazolla 1946 ein Studium an der Hochschule für Bildende Künste Berlin bei Friedrich Stabenau und Ernst Fritsch sowie dem Bauhauslehrer Debus. Im Rahmen eines Weiterstudiums ab 1951 für freie und angewandte Grafik traf Paul Corazolla auf Expressionisten wie Karl Hofer, dem Direktor der Hochschule, Max Pechstein und Karl Schmidt-Rottluff.
Nach Abschluss des Studiums arbeitete Corazolla als selbständiger Künstler im Friedenauer Atelier, war aber zugleich auch im Berliner Kunstbetrieb tätig. Ab 1983 leitete er für zwölf Jahre das Kunstamt Tiergarten und die Obere Galerie im Haus am Lützowplatz. In fast 90 Ausstellungen stellte er zeitgenössische Kunst mit einigen hundert Künstlern dieser Zeit vor. Konzeption, Gestaltung und die Herausgabe von Katalogen rundeten die verantwortungsvolle Tätigkeit ab.
Zusammen mit dem ehemaligen Schauspieler und Dominikanermönch Pater Eckhart Deutsch leitete Corazolla in den späten 1980er Jahren einen monatlichen Jour Fix in der Oberen Galerie am Lützowplatz, wo sich Künstler und Kunstschaffende trafen, um sich über Sinn - und Glaubensfragen auszutauschen.
1990 kam der Westberliner Galerist Christof Weber dazu. Sie gründeten zusammen das KÜNSTLERHAUS BERLIN e.V.
Christof Weber war Geschäftsführer und die beiden Mitbegründer leiten es. Man traf sich weiterhin in der Oberen Galerie und nutze andere Veranstaltungsorte: Siemensvilla in Lankwitz, Künstlerhaus Bethanien ...
Vom Februar 1995 bis 2003 hatte es ein festes Domizil in der Chausseestraße 128/129 in Berlin-Mitte. Bis 2000 fanden dort monatlich Kammerkonzerte, ein Literaturkreis, Ausstellungen, auch mit der Herausgabe von vier Editionen in Zusammenarbeit mit dem Nicolaiverlag und monatlichen Gesprächsrunden statt.
Jeweils am 3. Oktober fanden Sinfoniekonzerte mit zeitgenössischer sakraler Musik statt – Werke, u. a. von Arvo Pärt, Hendryk Gorecki, John Cage, W. Lutoslawski, Oliver Messian, Nicolai Badinski wurden in verschiedenen Berliner Kirchen: u. a. St. Hedwigs -Kathedrale, Jesus-Christus-Kirche in Dahlem, Katholische Akademie, Ev. Kreuzkirche und auch in der Deutschen Staatsoper aufgeführt.

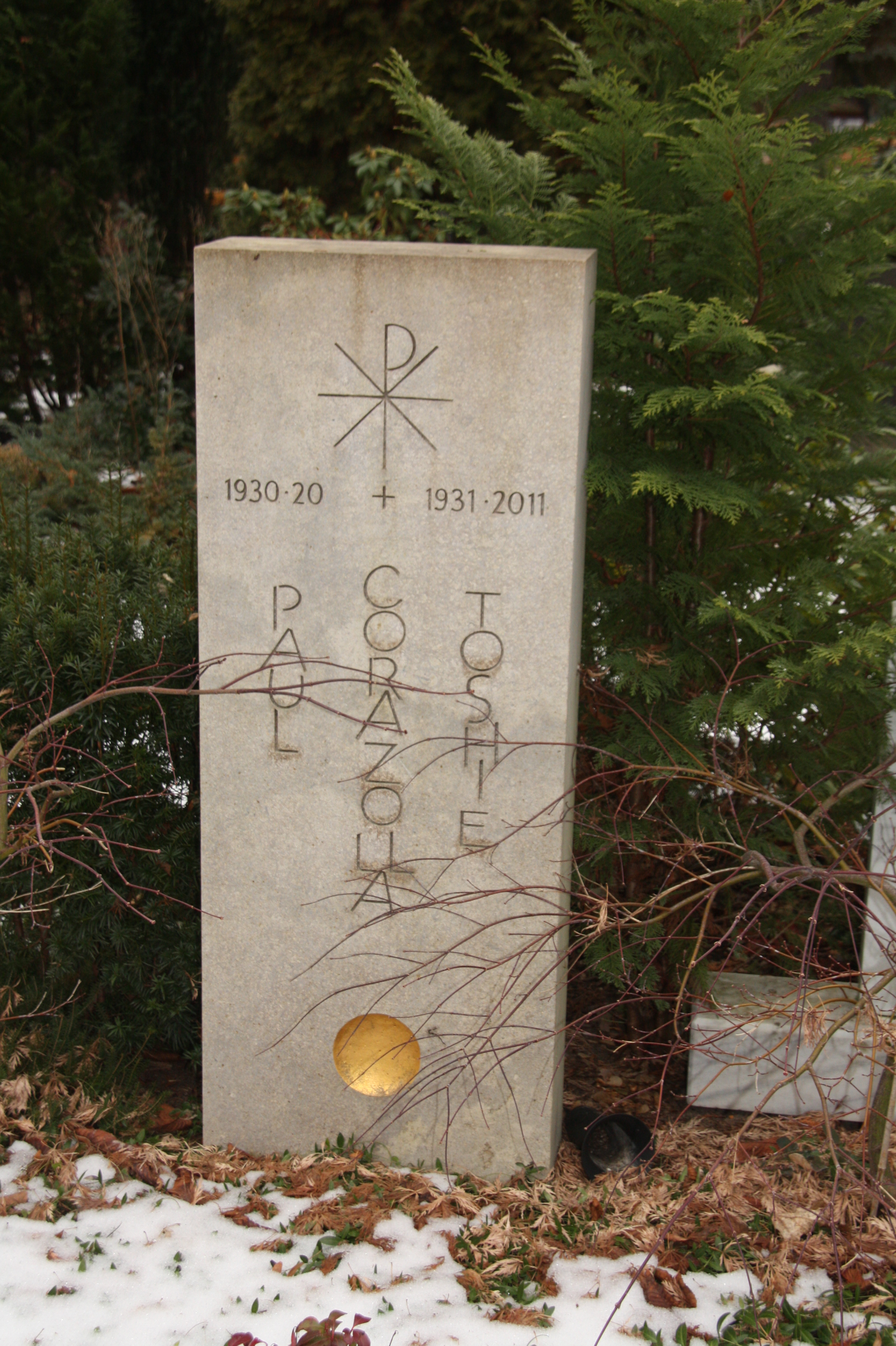
Grab seiner Ehefrau auf dem St. Matthias-Friedhof Berlin-Tempelhof, von Corazolla gestaltet

Bis zu ihrem Tod im Jahr 2011 war Corazolla mit der aus einer nordjapanischen Samuraifamilie stammenden Toshie Nanjo verheiratet. Beide traten 1966 der Deutsch-Japanischen Gesellschaft bei. Toshies Grab mit einem von Paul Corazolla gestalteten und für ihn selbst vorbereiteten Grabstein befindet sich auf dem Friedhof der St.-Matthias-Gemeinde in Berlin. Dort wurde er am 30. Oktober 2018 beigesetzt.

## Mitarbeit in Gremien
- Vorsitzender im Berufsverband Bildender Künstler Berlin,
- Jurymitglied für den Moses-Mendelssohn-Preis des Landes Berlin,
- Mitglied der Kunstkommission des Bistums Berlin,
- Beirat der Karl Hofer Gesellschaft,
- Berater der Deutschen Bischofskonferenz in Fragen der Kunst.

## Glasfenster (Auswahl)
- Berlin, Hauptverwaltung BEWAG (1959, wegen Umzugs z. Z. eingelagert)
- Madrid, Deutsche Schule (1960)
- Warburg, St. Jakob von Sarug (ehem. Mariä Himmelfahrt) (1967)
- Berlin-Wilmersdorf, Heilig-Kreuz-Kirche (1976)
- Berlin, Evangelisches Waldkrankenhaus Spandau (1976)
- Hildesheim-Ochtersum, St. Alfred-Kirche (1977)
- Berlin-Lichterfelde, Kapelle „Mutter vom guten Rat“ (heute Eben-Ezer-Kapelle) (1980)
- Paderborn, Klarissenkloster (1985)
- Berlin, St. Franziskus-Krankenhaus, Vestibül (1980)
- Essen-Steele, Evang. Krankenhaus Lutherhaus (1985)
- Essen-Frintrop, Kath. Kirche St. Joseph (1986–1990)
- Windecken, Niederau, St. Marienkirche (1987)
- Mülheim an der Ruhr-Speldorf, Kath. Kirche St. Michael (1988)
- Berlin, Kapelle im Universitätsklinikum Rudolf Virchow (1997)
- Strausberg (Brandenburg), St. Marien (1997)
- Oberhausen-Sterkrade, St. Clemens-Hospitale (ohne Jahr)

## Zeichnungen
Für die Kirche St. Altfrid im Hildesheimer Stadtteil Ochtersum gestaltete er einen Kreuzweg.

## Publikationen
- Im Matthias-Grünewald-Verlag wie auch im Herder-Verlag liegen zahlreiche Beiträge, Schriften und Publikationen von Paul Corazolla vor.